# Stingl Vince

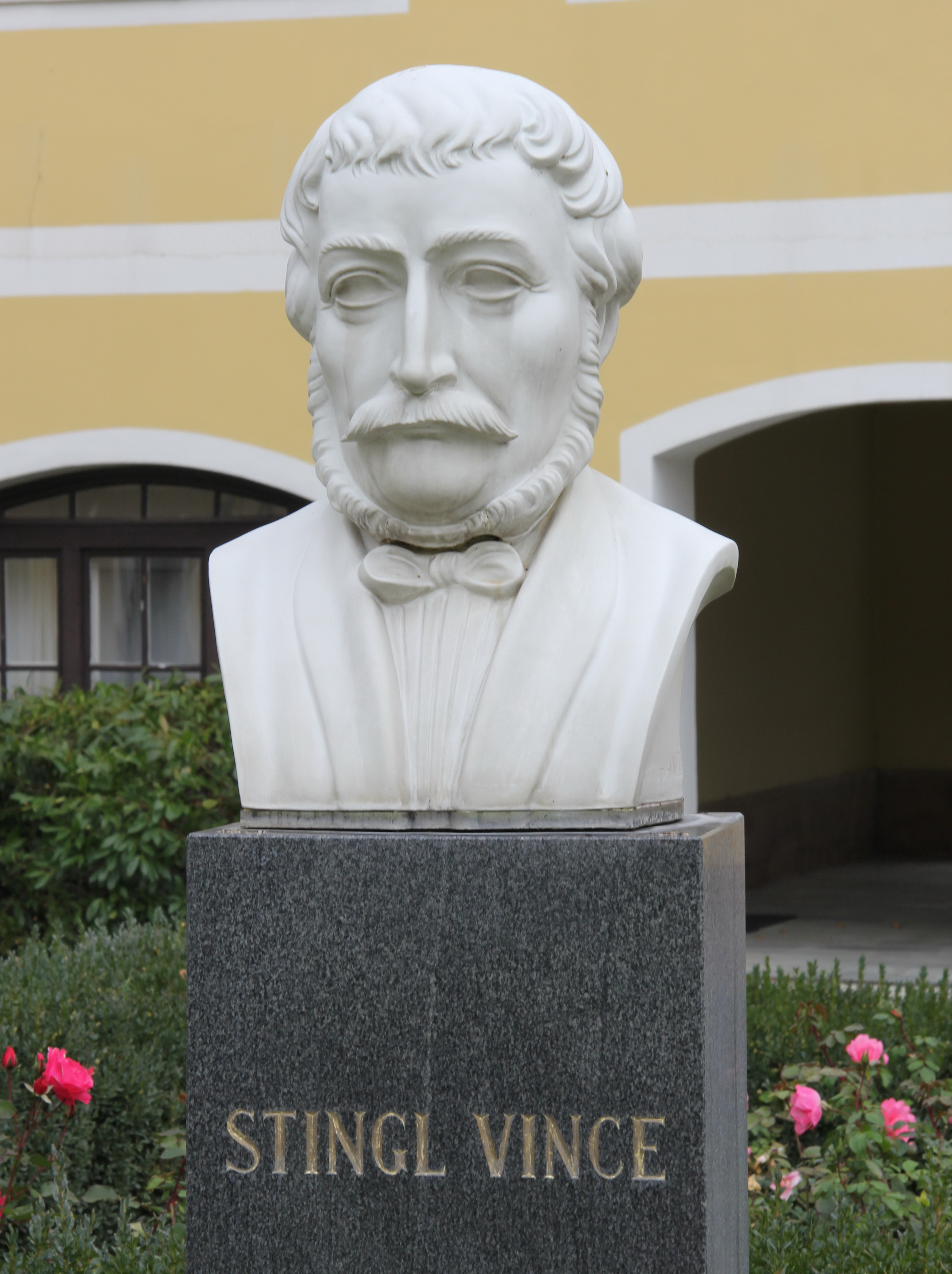
Mellszobra Herenden

Stingl Vince Ferenc (Sopron, 1796. május 23. – ?, 1850 körül) a Herendi Porcelángyár alapítója.
A világhírű és ma már hungarikumnak számító herendi porcelánt előállító manufaktúra (ma: Herendi Porcelánmanufaktúra Zrt.) 1826. évi megalapítója, akinek kezdeti kísérletei, állhatatos munkája és eredményei folytatásaként 1839-ben Fischer Mór elkezdhette felvirágoztatni a méltán világhírű gyárat.

## Életpályája
Római katolikus polgári családban született. Apja, Stingl Lipót, soproni rézműves mester, városi polgár, anyja, Stermenzky Katalin volt. A Herendi Porcelángyár történetének kutatása az elmúlt évtizedekben a tudományos kutatók, kerámiatörténészek kedvelt témájává vált.
A sokirányú kutatás helytálló adatok alapján ma már eredményesen mutatja, hogy 1839 előtt a veszprémi püspökség birtokaihoz tartozó Herenden kerámiaüzem működött, porcelángyártás kísérletei folytak, amelyek a Sopronból származó Stingl Vince nevéhez fűződnek, a gyár telke és épülete – okiratok tanúsága szerint – 1840. június 3-ig kezében volt.
A Pesti Hírlap 1842-ben arról ad hírt, hogy „Herend helység közelében szüntelen tétettek kísérletek porcelán készítésére” – tehát az újság tudósítása szerint is, 1828 körül már létezett a Herendi gyár. A 40-es évek kezdeti sikerei után Fischer Mór, aki felismerte a propaganda és a sajtó adta lehetőséget – Stingl korszakát elfeledtetve – , mint gyáralapító került a köztudatba. A külföldi és hazai sajtó lépten-nyomon ezt tudatja: Herendi Porcelángyár Fischer Mór 1839. A „Szózat” című újság 1922. július 11-i számában már megjegyzést tesz: „Herenden ezt másképp tudják.” Farkasházy Jenő – Fischer unokája – sajtópert indított, aki különben is Stingl minden nyomának eltüntetésével igyekezett Fischer alapítói jogát fenntartani, ami számára is herendi előjogokat biztosított.
Azonban a korabeli levelekből kiderülnek a következők: A plebejus származású Stingl Vince Sopronban született. 1814-ben Pápán, mint kártyafestő kezdte pályafutását, majd 5 év múlva özv. Schlögl Györgyné tatai kőedénygyárában találjuk, mint műszaki vezető. Itt Fischer Mózes Áronnal – a herendi Fischer unokatestvérével dolgozik együtt, de Fischer azzal vádolja, hogy „alapvető tudománya nem lévén, szörnyű károkat okoz”. El kell hagynia Tatát. 1825-ben Herenden bukkan elő, ahol a veszprémi levéltár 1828. évi közgyűlési jegyzőkönyve szerint Stöckl Domokos kislődi plébánostól 1730 forintot vett fel 6 forint kamatfizetési kötelezettsége mellett. Ez az aránylag komoly összeg arra utal, hogy Stingl Tatáról minimális tőkével jött el, de ez komoly befektetésre, egy induló kis manufaktúra fejlesztésére felvett összegre enged következtetni.
Felmerül a kérdés, miért e jelentéktelen, ismeretlen bakonyi pusztát választotta a kerámiakultúrában már ismert Pápa és Városlőd helységek helyett, ahol a gyártáshoz szükséges anyagok (fa, kövérföld, homok) közvetlenebbül álltak rendelkezésre. Viszont a mai gyárépület alapjául szolgáló ún. Miklós kúriához — mivel a Miklósok molnárok voltak — malom is tartozott, amelyet könnyen át lehetett alakítani masszamalommá.
Stingl herendi működéséről 1826-tól 1839 derekáig előkerült okmányok küzdelmekkel teli, borús napokról adnak hírt. Tőkehiány, állandó kölcsönök felvétele, anyagbeszerzési, szállítási gondok jelentkeztek. Az üzem fejlesztése, tökéletesítése érdekében sorozatos kölcsönök felvételének időszaka következik, amely végül is tönk szélére sodorja. Az írásos emlékek azt bizonyítják, hogy Stingl Vince már Fischer előtt megpróbálkozott porcelángyártással. Minden bizonnyal ha nagyobb tőkével rendelkezik, jobban követni tudta volna a kor követelményeit, élénkebben bekapcsolódva a kereskedelmi életbe, üzeme rentábilisabbá válhatott volna.
A több irányú anyagi kötelezettség, a peres eljárások végül is arra bírták Stinglt, hogy a nagy tőkével rendelkező ellenfelével tárgyaljon és tőkéjének segítségével mentse a herendi gyárat. Fischer 1839-ben történt megjelenésével a gyár történetének rövid, de erőfeszítésekkel teli hős korszaka zárult le.
Stinglt nem csak sajnáljuk, de nagyra is becsüljük. Hiszen csak egy a magyar keramikusok közül, akiket a tőkehiány és az egyenlőtlen osztrák verseny e korban térdre kényszerített. A hálás utókor kötelességtudata adta kezünkbe a tollat, hogy a tudományos kutatás eredményeként leírjuk: „Herend 1826. Stingl". Ezzel korántsem akarjuk Fischer érdemeit csökkenteni, hiszen nagyszerű munkájának gyümölcsét még életében élvezhette, és azt ma sem vitatja senki sem, hogy személye összekötő kapocs volt a magyar kerámia múltja és jelene között, de az sem vitatható, hogy a porcelángyártás kezdete Herenden Stingl nevéhez fűződik.

## Stingl Vince a Herendi Porcelángyár alapítója
Az előkerült adatok alapján véglegesen Stinglt kell a herendi úttörőnek, a herendi kerámiagyártás alapítójának és megindítójának tekinteni.
A porcelángyártás beindításához oly sok pénz szükséges, amennyi Stingl Vincének soha sem állt rendelkezésére és mindezek ellenére mégis készítettek Herenden porcelánt Fischer működése előtt.
Halálának körülményei ismeretlenek, családi hagyomány szerint a Jellasić-féle betörés idején, mint rebellist Bécsbe rendelték, postakocsival elindult, hogy igazolja magát, mert teljesen bűntelennek érezte magát. Bécsbe nem érkezett meg, utoljára Győrrévfaluban látták.
Az két porcelán mellszobrot a manufaktúra megalapításának 150. évfordulóján, 1976-ban avatták fel a manufaktúra belső udvarán. A 170. évforduló alkalmából, 1996. június 29-én avatták fel Ilona és Karl Barth németországi szobrászművészek bronzszobrait a múzeum előtti téren.

## Emlékezete

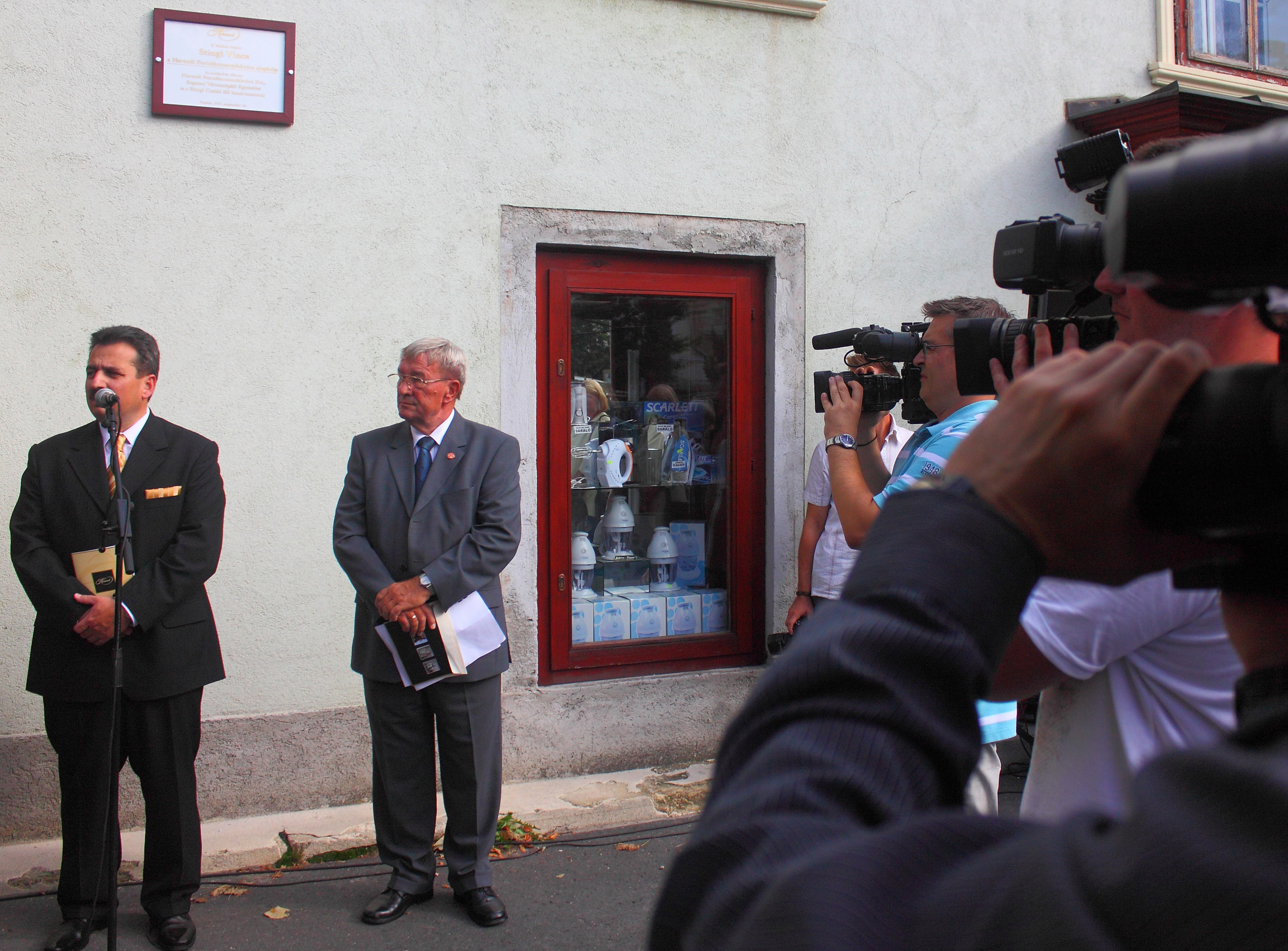
Dr. Simon Attila, a Herendi Porcelánmanufaktúra Zrt. igazgatója beszél az emléktábla avatásán

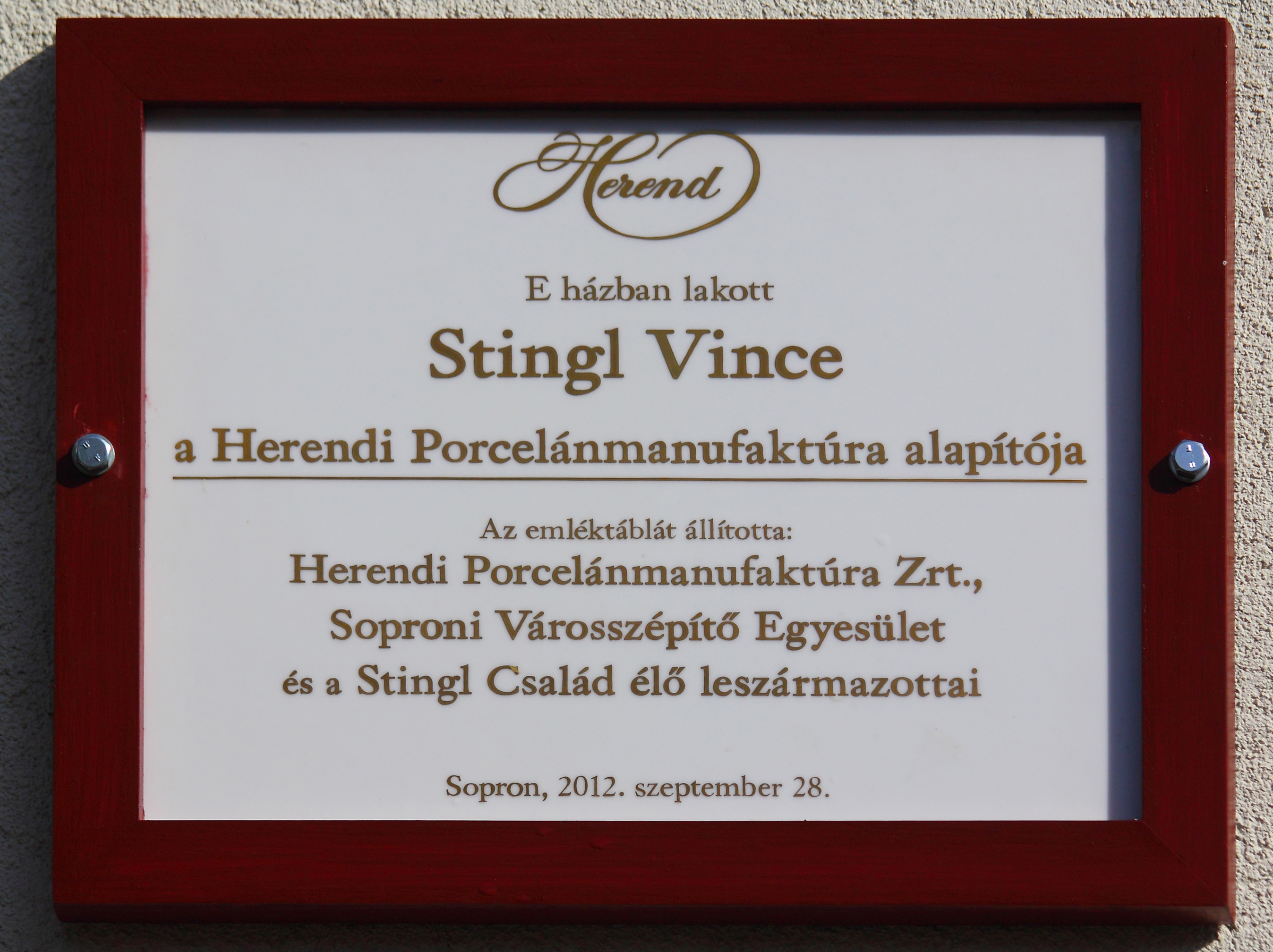
Stingl Vince emléktábla egykori lakóházán

2012. szeptember 28-án a Herendi Porcelánmanufaktúra Zrt., Sopron város, a Soproni Városszépítő Egyesület és a Stingl család leszármazottai közösen, emléktáblát avattak Stingl egykori lakóházán, Sopronban (ma: Várkerület 53. szám).